# Winteraceae
Famille
Classification APG III (2009)
Les Winteraceae (les Wintéracées) sont une famille de plantes à fleurs de l'ordre des Canellales. Ce sont des angiospermes archaïques. Elle contient de quatre à neuf genres selon les auteurs.
Ce sont des arbres ou des arbustes de l'hémisphère sud Malaisie, Australie, Nouvelle-Zélande, Amérique du Sud et Amérique centrale.

## Étymologie
Le nom est issu du genre Wintera et de l'espèce Wintera granatensis, laquelle fut ensuite nommée par le naturaliste allemand Johann Reinhold Forster Drimys winteri en hommage au Capitaine J. Winter qui participa aux côtés de Francis Drake à la lutte contre les colonies espagnoles du Golfe du Mexique.
Le genre-type Wintera Murray qui donne son nom aux Winteraceae fut incorporé dans le genre Drimys J. R. Forst. & G. Forst[réf. nécessaire].
Par ailleurs, eu égard aux règles de nomenclature botanique, l'espèce Canella alba pris successivement le nom de Canella winterana puis, le genre Canella étant déjà utilisé dans la famille des Canellaceae, le nom de Drimys winteri.
C'est un des rares exemples où un nom de famille dérive d'un genre invalidé, lequel est simplement rappelé par le nom spécifique winteri.

## Liste des genres
Selon Angiosperm Phylogeny Website (28 mars 2010) :
- genre Drimys
- genre Pseudowintera
- genre Takhtajania
- genre Zygogynum

Selon NCBI (28 mars 2010) :
- genre Bubbia
- genre Drimys
- genre Exospermum
- genre Pseudowintera
- genre Takhtajania
- genre Tasmannia
- genre Zygogynum

Selon DELTA Angio (28 mars 2010) :
- genre Drimys
- genre Belliolum
- genre Bubbia
- genre Exospermum
- genre Pseudowintera
- genre Takhtajania
- genre Tasmannia
- genre Tetrathalamus
- genre Zygogynum

Selon ITIS (28 mars 2010) :
- genre Drimys J.R.Forst. ex G.Forst.

## Liste des espèces
Selon NCBI (28 mars 2010) :
- genre Bubbia
  - Bubbia comptonii
- genre Drimys
  - Drimys andina
  - Drimys angustifolia
  - Drimys brasiliensis
  - Drimys buxifolia
  - Drimys confertifolia
  - Drimys granadensis
  - Drimys roraimensis
  - Drimys winteri
- genre Exospermum
  - Exospermum stipitatum
- genre Pseudowintera
  - Pseudowintera axillaris
  - Pseudowintera colorata
- genre Takhtajania
  - Takhtajania perrieri
- genre Tasmannia
  - Tasmannia glaucifolia
  - Tasmannia insipida
  - Tasmannia lanceolata
  - Tasmannia piperita
  - Tasmannia purpurascens
  - Tasmannia stipitata
  - Tasmannia vickeriana
  - Tasmannia xerophila
- genre Zygogynum
  - Zygogynum acsmithii
  - Zygogynum amplexicaule
  - Zygogynum baillonii
  - Zygogynum balansae
  - Zygogynum bicolor
  - Zygogynum comptonii
  - Zygogynum crassifolium
  - Zygogynum fraterculum
  - Zygogynum pancheri
  - Zygogynum pauciflorum
  - Zygogynum pomiferum
  - Zygogynum tanyostigma
  - Zygogynum vinkii